# 愛姉妹 二人の果実
『愛姉妹 二人の果実』（あいしまい ふたりのかじつ）は、1994年9月30日にシルキーズより発売されたアダルトゲーム。及び、それを原作として発売されたアダルトアニメとアダルトビデオ。

## アダルトゲーム

### 概要
本作のジャンルはいわゆる凌辱系に分類されるが、ヒロインが抵抗するのは最初だけで、すぐに主人公を受け入れて感じるようになるため、むしろ和姦系のセックスシーンが多い。5日間のゲーム内期間を、時折現れる選択肢を選びながら読み進めていく。
2000年5月26日にはキャラクターデザインを一新したWin95版がエルフより発売され、2007年6月1日にはWin95版のモザイクより細かいミクロモザイクでモザイク処理をし直したダウンロード販売専用のDMM版が発売された。
なお、本作以降も『愛姉妹』の名を冠する作品が発売された（詳細は愛姉妹を参照）ため、本作はシリーズ第1弾と位置づけられているが、シリーズの作品間に設定やシナリオの繋がりは一切ない。

### 発売歴
- 1994年9月30日 - PC98版、TOWNS版、DOS/V版
- 1995年11月17日 - Win3.1版
- 2000年5月26日 - Win95版
- 2002年11月28日 - DVDPG版
- 2007年6月1日 - DMM版

### あらすじ
主人公の野川丈人は、あくどさで名高い野川産業の社長の息子。父の車と接触事故を起こした主婦・北沢幸絵の処置を父から任された丈人は、一介の主婦には払えないような高額な修理代を盾に脅すことで、幸絵と強引に肉体関係を結ぶ。それからまもなく、自分の通う学園でも評判の美人姉妹の留美と智子が幸絵の娘であることを知った丈人は、自分に弄ばれている幸絵の痴態を撮った写真を使って彼女達をも手に掛け、その処女を散らせることに成功するのだった。
その後も丈人は、気の向くまま幸絵達にセックスを強要し、10代ゆえの荒々しさで快楽を貪る。そんな丈人に幸絵は夫とのセックスでは得られない禁断の快楽を、留美や智子は未知の快楽を目覚めさせられ、共に溺れていく。智子に至っては、やがて丈人へ愛情すら抱くようになる。一方、野川不動産の社長秘書である岡本由美は丈人の非道を支えながらも、独自の思惑で行動を始めていた。

### 登場人物
Win95版、DMM版、アダルトアニメ版共々、声優名は非公開。
野川 丈人
主人公。表向きは平凡かつ温厚な少年だが、内面は冷酷非道な性格。父譲りかつそれ以上のあくどさを発揮し、北沢家の女性を弄んでいく。
北沢 幸絵
夫や娘達と平凡ながらも幸せな暮らしを営んでいた、美しい主婦。野川社長の車と接触事故を起こしたことから丈人の手に掛かり、夫にも打ち明けられないまま丈人との禁断の肉欲に溺れていく。丈人と関係をもつまではセックス経験は夫のみだった。
PC98版・TOWNS版・DOS/V版・Win3.1版では娘達のすぐ上の姉と称しても差し支えないほど若々しい容姿であったが、Win95版やDMM版では歳相応の容姿となった。
北沢 留美
幸絵の長女で、黒髪の大人びた美少女。母に続き、丈人によって肉欲の日々へ追い込まれていく。憧れていた先輩が卒業した際に処女を捧げたが、セックス経験はその1回のみ。
北沢 智子
幸絵の次女で、短髪の幼顔の美少女。母や姉同様、丈人の手に掛かるが、弄ばれる一方で彼に惹かれていく。丈人に抱かれるまでは処女であったが、体温計を使ったアナルオナニー癖があるため、アナルセックス順応性が高い。
岡本 由美
野川社長の秘書。社長の秘書や丈人のサポート業務の他、社長や丈人の性の捌け口も担う美女だが、その内面には2人への憎しみが秘められている。
野川社長
野川不動産の社長。欲望のためには手段を選ばないタイプとして名高い、中年男。そのあくどさで、息子の丈人に自分の跡取りとしての「教育」を施している。北沢家を狙ったのもその一環。

### スタッフ
- シナリオ：蛭田昌人（PC98、TOWNS、DOS/V、Win3.1）、都原一雄（Win95、DMM）
- キャラクターデザイン、原画：非公開（PC98、TOWNS、DOS/V、Win3.1）、竹井正樹（Win95、DMM）

## アダルトアニメ
Win95版を原作として、2001年にピンクパイナップルより『愛姉妹 〜二人の果実〜』のタイトルで発売された。Win95版とは設定が異なる部分がある。1巻当たり30分、全3巻。好評を受け、2003年にはWin95版にはない独自の展開を描く続編『愛姉妹2 〜二人の果実〜』が発売された。1巻当たり30分、全2巻。
2004年にはそれら計5巻の総集編が全1巻で発売された。2007年には本編全5巻と総集編全1巻をDVD2枚組で1パッケージにまとめたDVD-BOXが発売された。 

### シリーズ一覧
- 愛姉妹 〜二人の果実〜
  - 第1夜「汚されたマドンナ」（発売日：2001年4月27日）
  - 第2夜「堕ちた優等生」（発売日：2001年6月22日）
  - 第3夜「愛と悦楽に溺れて…」（発売日：2001年9月21日）
- 愛姉妹2 〜二人の果実〜
  - 第1夜「帰ってきた偏愛の父」（発売日：2003年2月28日）
  - 第2夜「交錯する姉妹愛」（発売日：2003年5月23日）
- 愛姉妹 コア・ベスト 〜二人の果汁〜（発売日：2004年5月28日）
- 愛姉妹 〜二人の果実〜 ゴールドディスクBOX「愛蜜」（発売日：2007年9月28日）

## アダルトビデオ
『愛姉妹』のタイトルで、ピンクパイナップルより1995年12月1日に発売された。76分。全1巻。
ピンクパイナップルが実写にも新たな購買層を開拓すべく制作した、実写アダルトビデオ作品の1つ。
スタッフ
- 原作：蛭田昌人
- 脚本・監督：堀内靖博
- 撮影：河崎博志
- 発売・販売：ピンクパイナップル
- 販売代理：日本ソフトシステム

キャスト
- 野川丈人：西守正樹
- 浜田まき
- 藤谷かな
- 小川美那子
- 紅地秋
- 渡辺哲